# Kirjat Ša'ul

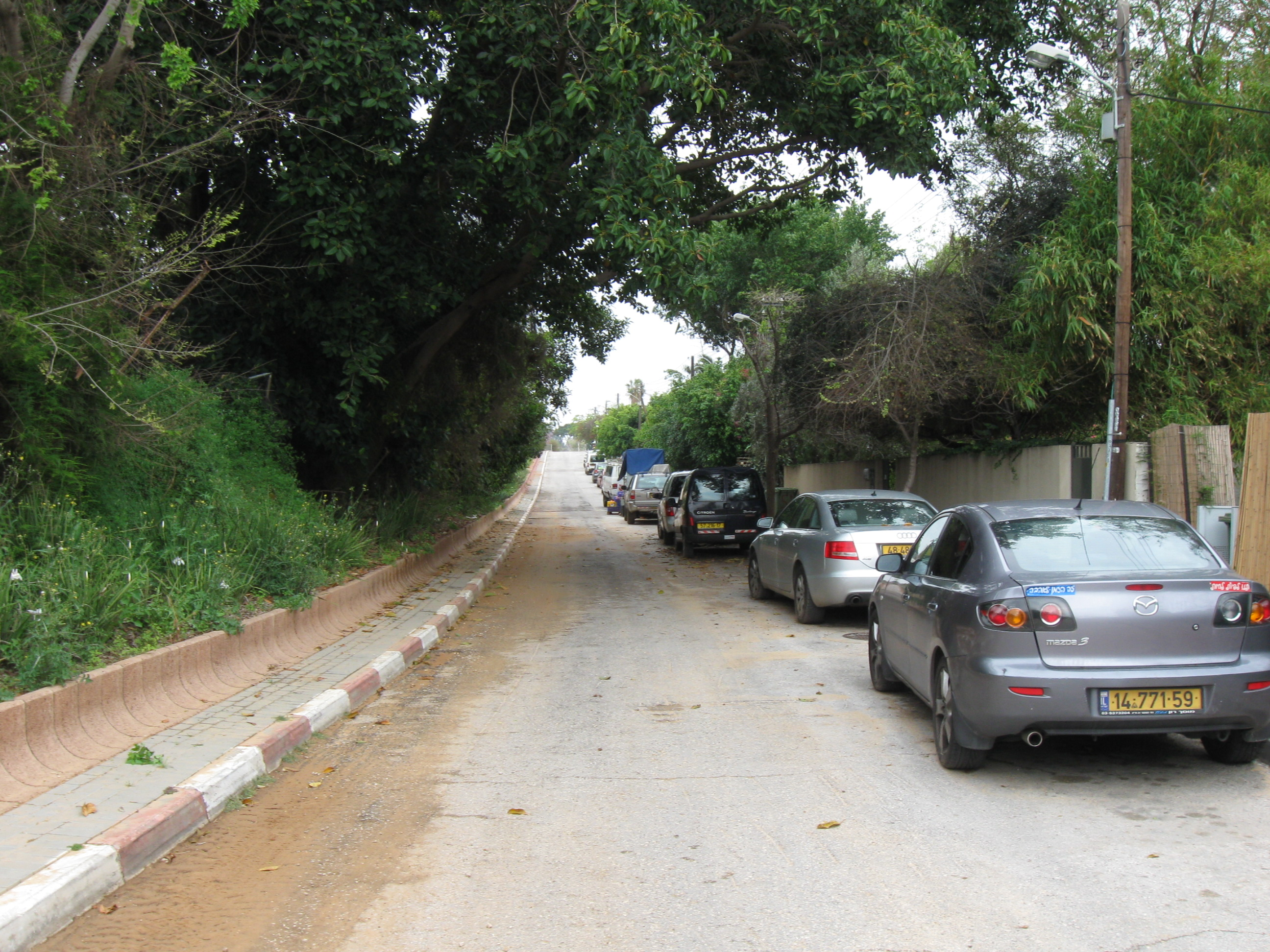
Individuální zástavba ve čtvrti Kirjat Ša'ul

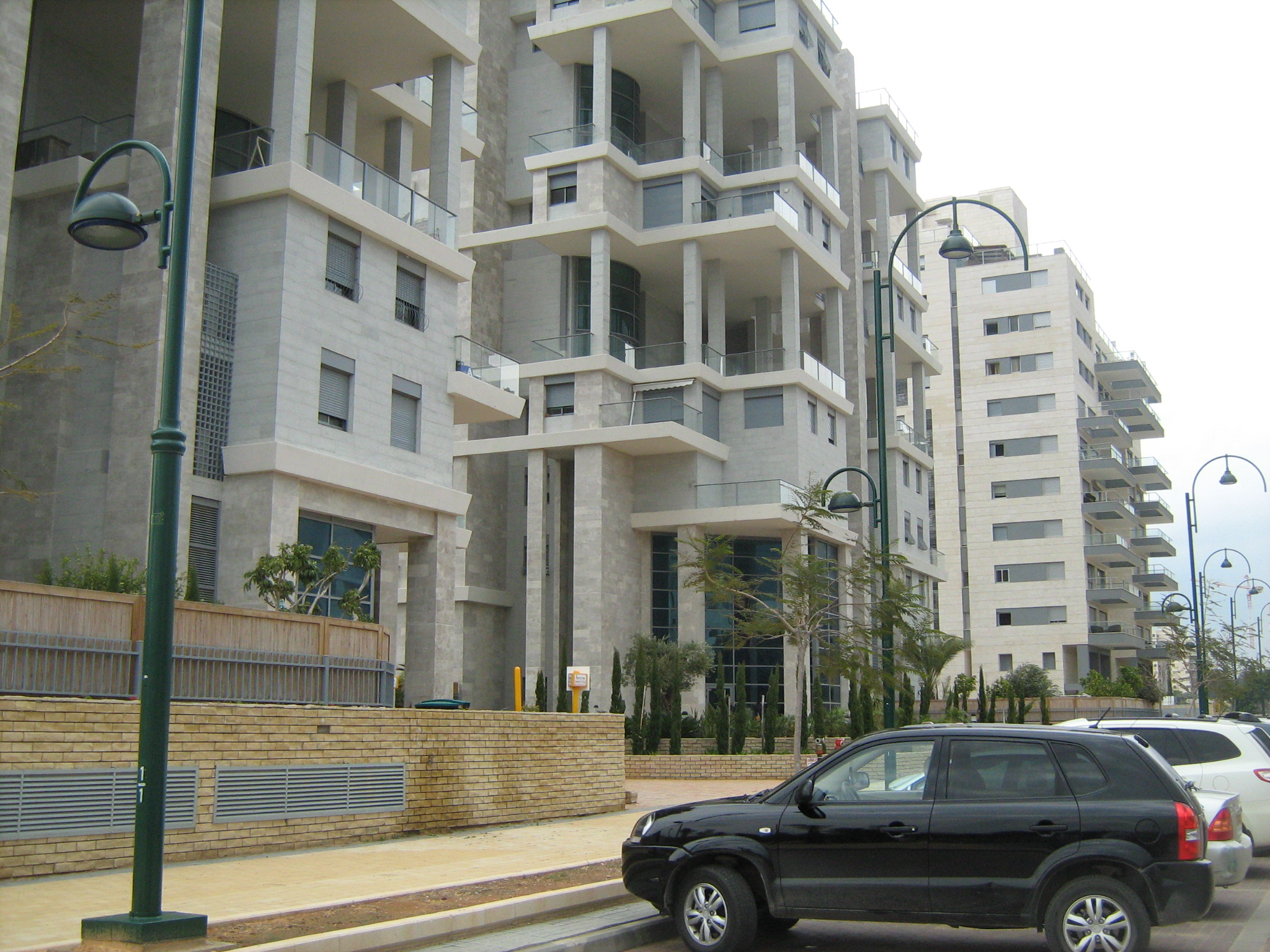
Bytová zástavba ve čtvrti Neve Gan (Kirjat Ša'ul)

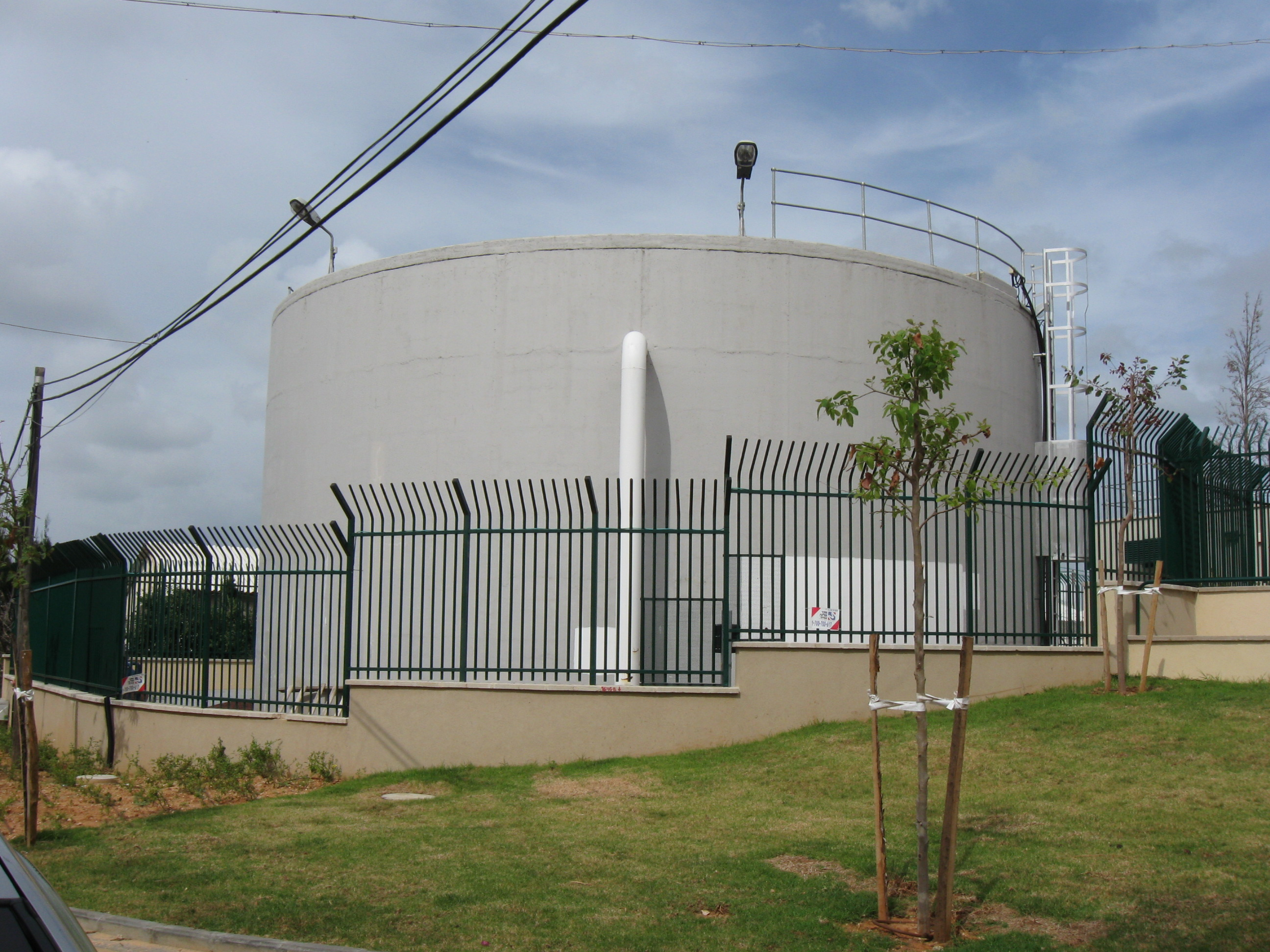
Vodní rezervoár ve čtvrti Neve Gan (Kirjat Ša'ul)

Kirjat Ša'ul (hebrejsky: קריית שאול, doslova Ša'ulovo město) je čtvrť v severovýchodní části Tel Avivu v Izraeli. Je součástí správního obvodu Rova 2 a samosprávné jednotky Rova Cafon Mizrach. Patří k ní neformálně i čtvrť Neve Gan (נווה גן) na jejím západním okraji, která ovšem administrativně již spadá pod katastr města Ramat ha-Šaron.

## Geografie
Leží na severovýchodním okraji Tel Avivu, cca 3,5 kilometru od pobřeží Středozemního moře a cca 2 kilometry severně od řeky Jarkon, v nadmořské výšce okolo 40 metrů. Dopravní osou je silnice číslo 482 (ulice Moše Sne), která prochází po východním okraji čtvrtě. Na západě odtud probíhá takzvaná Ajalonská dálnice (dálnice číslo 20) společně s železniční tratí. Na severu leží rozsáhlý hřbitov Kirjat Ša'ul, na jihu čtvrtě Tel Baruch, Ne'ot Afeka Bet a Ganej Cahala.

## Popis čtvrti
Plocha čtvrti je podle administrativních hranic vymezena na severu okrajem katastru obce Ramat ha-Šaron, na jihu křižovatkou ulic Moše Sne a Kirjat Ša'ul, na východě ulicí Moše Sne a na západě Kirjat Ša'ul.  V tomto formálním pojetí jde jen o úzký pás zástavby lemující na jižní straně komplex hřbitova Kirjat Ša'ul. Urbanisticky se ale do této čtvrti počítá i zástavba západně odtud, podél ulic ha-Ganim, ha-Sadot a ha-Perachim, zvaná Neve Gan.